# Erodium aytacii
Erodium aytacii là một loài thực vật có hoa trong họ Mỏ hạc. Loài này được Yild. & Dogru-Koca mô tả khoa học đầu tiên năm 2004.